# ジェームズ・ジョーンズ (野球)
ジェームズ・スティーブン・ジョーンズ（James Steven Jones, 1988年9月24日 - ）は、アメリカ合衆国ニューヨーク州ニューヨーク市ブルックリン区出身のプロ野球選手（外野手）。左投左打。現在は、MLBのテキサス・レンジャーズ傘下に所属している。

## 経歴

### プロ入りとマリナーズ時代
2009年、MLBドラフト4巡目（全体113位）でシアトル・マリナーズから指名され、7月14日に契約。この年はA-級エバレット・アクアソックスで45試合に出場し、打率.311・3本塁打・24打点だった。
2010年はA級クリントン・ランバーキングスで132試合に出場し、打率.269・12本塁打・65打点・24盗塁だった。
2011年はA+級ハイデザート・マーベリックスで83試合に出場し、打率.247・5本塁打・29打点・16盗塁だった。
2012年はA+級ハイデザートで126試合に出場し、打率.306・14本塁打・76打点・26盗塁だった。
2013年はAA級ジャクソン・ジェネラルズで101試合に出場し、打率.275・6本塁打・45打点・28盗塁だった。8月にAAA級タコマ・レイニアーズへ昇格し、4試合に出場した。オフの11月20日に40人枠入りを果たした。
2014年はAAA級タコマで開幕を迎え、4月16日にメジャーへ昇格。4月18日のマイアミ・マーリンズ戦でメジャーデビュー。7回裏から右翼の守備に就き、8回表にA.J.ラモスからメジャー初安打を記録した。この日は1打数1安打だった。4月20日にAAA級タコマへ降格した。打撃面は課題を残したが、盗塁成功が27で盗塁死が1と高い盗塁技術を示した。
2015年は出番を大幅に減らしただけでなく、極度の打撃不振に陥った。28試合で打率.103だった。守備では20試合の中堅手の守備で無失策ながらDRS - 5と、こちらもイマイチだった。また、右翼手を6試合と左翼手を2試合でも守ったが、これらは無失策・DRS0だった。

### レンジャーズ傘下時代
2015年11月16日にレオネス・マーティン、アンソニー・バスとのトレードで、トム・ウィルヘルムセンおよび後日発表選手ともにテキサス・レンジャーズへ移籍したが、12月2日にノンテンダーFAとなった。

## 詳細情報

### 年度別打撃成績
| 年 度     | 球 団     | 試 合 | 打 席 | 打 数 | 得 点 | 安 打 | 二 塁 打 | 三 塁 打 | 本 塁 打 | 塁 打 | 打 点 | 盗 塁 | 盗 塁 死 | 犠 打 | 犠 飛 | 四 球 | 敬 遠 | 死 球 | 三 振 | 併 殺 打 | 打 率 | 出 塁 率 | 長 打 率 | O P S |
| --------- | --------- | ----- | ----- | ----- | ----- | ----- | -------- | -------- | -------- | ----- | ----- | ----- | -------- | ----- | ----- | ----- | ----- | ----- | ----- | -------- | ----- | -------- | -------- | ----- |
| 2014      | SEA       | 108   | 328   | 312   | 46    | 78    | 9        | 5        | 0        | 97    | 9     | 27    | 1        | 4     | 0     | 12    | 0     | 4     | 67    | 4        | .250  | .278     | .311     | .589  |
| 2015      | SEA       | 28    | 31    | 29    | 1     | 3     | 1        | 0        | 0        | 4     | 0     | 1     | 1        | 0     | 0     | 2     | 0     | 0     | 13    | 0        | .103  | .161     | .138     | .299  |
| 通算：2年 | 通算：2年 | 136   | 359   | 341   | 47    | 81    | 10       | 5        | 0        | 101   | 9     | 28    | 2        | 4     | 0     | 14    | 0     | 4     | 80    | 4        | .238  | .268     | .296     | .564  |

- 2022年度シーズン終了時

### 背番号
- 99（2014年 - 2015年）